# Beat Raaflaub
Beat Martin Raaflaub est un chef d'orchestre et chef de chœur suisse, né le 19 août 1946 à Winterthour.

## Biographie
Il a grandi à Bâle et au Cameroun. Il a étudié l'allemand et l'histoire à l'Université de Bâle, où il a complété son doctorat d'histoire en 1977. Il suit ensuite une formation de chanteur de concert chez Fritz Näf, ainsi que de professeur de musique et chef de chœur à l'Académie de musique de Bâle. En 1976, il devient directeur de l'école de musique de Muttenz près de Bâle.
Depuis 1979, il dirige le Chœur St. Arbogast Muttenz, ainsi que le Chœur de chambre de Bülach près de Zurich (Kammerchor Zürcher Unterland), avec lesquelles il a fait divers concerts dans toute la Suisse.
En 1983, Beat Raaflaub reprend la direction artistique du Chœur de garçons de Bâle (Knabenkantorei Basel), avec lequel il a entrepris plusieurs tournées de concerts, notamment dans toute l'Europe, les États-Unis, l'Afrique du Sud et le Brésil. Les nombreux enregistrements de CD et participations à des émissions de radio et télévision témoignent de son activité intense de directeur musical.
Beat Raaflaub donne des cours de direction à l'Académie de musique de Bâle. Il modère régulièrement l'émission de télévision « Sing mit » à la Radio DRS Suisse. De plus, il joue un rôle important en tant que conseiller artistique du Festival de Chœurs de Jeunesse Européens.